# Hamadruas austera
Espèce
Synonymes
- Tapponia austera Thorell, 1895

Hamadruas austera est une espèce d'araignées aranéomorphes de la famille des Oxyopidae.

## Distribution
Cette espèce est endémique de Singapour.

## Description
Le mâle holotype mesure 7 mm.

## Systématique et taxinomie
Cette espèce a été décrite sous le protonyme Tapponia austera par Thorell en 1895. Elle est placée dans le genre Hamadruas par Deeleman-Reinhold en 2009.

## Publication originale
- Thorell, 1895 : « Decas aranearum in ins. Singapore a Cel. Th. Workman inventarum. » Bollettino della Società Entomologica Italiana, vol. 26, no 3/4, p. 321-355 (texte intégral).